# Nichifor Ceapoiu
Nichifor Ceapoiu (n. 14 noiembrie 1911, Ciocănești, Suceava, Austro-Ungaria – d. 24 octombrie 1994, București) a fost un inginer agronom român, membru titular al Academiei Române, recunoscut pentru contribuțiile sale remarcabile în genetica aplicată și ameliorarea plantelor. A ridicat știința românească a ameliorării plantelor la nivel internațional, fiind un pionier în cercetarea cânepii, grâului și a geneticii agricole.

## Biografie
Nichifor Ceapoiu s-a născut la 14 noiembrie 1911 în comuna Ciocănești, județul Suceava, în familia lui Emanoil și Rachira. A urmat școala primară în satul natal, apoi cursurile secundare la Liceul Internat din Vatra Dornei (1925–1930) și la Liceul „August Treboniu Laurian” din Botoșani, absolvind în 1932.
Între 1933 și 1938, a studiat la Academia de Înalte Studii Agronomice din Cluj, unde s-a specializat în genetică și ameliorarea plantelor, precum și în metode statistice aplicate în agricultură și biologie, sub influența profesorilor Nicolae Săulescu și Amilcar Vasiliu. Aceștia au fondat o școală românească de statistică agricolă, care i-a marcat cariera.
După absolvire, a fost angajat ca asistent la Stațiunea de Ameliorarea Plantelor din Cluj și la Stațiunea de Plante Textile București ale Institutului de Cercetări Agronomice al României (ICAR), unde a lucrat până în 1945. Din 1945, s-a stabilit la București, devenind șef de lucrări al ICAR până în 1948. În 1948, a susținut teza de doctorat intitulată „Contribuțiuni la studiul fibrelor de cânepă. Examinarea lor prin metoda anatomică” la Facultatea de Agronomie din București.
Între 1949 și 1962, a fost șeful secției de ameliorare a plantelor din ICAR, iar după reforma cercetării agricole din 1962, a fost numit șef al secției de ameliorare la Institutul de Cercetări pentru Cereale și Plante Tehnice (ICCPT) Fundulea. În 1973, a devenit director general al ICCPT Fundulea, funcție pe care a deținut-o până la pensionare, în 1982.
În paralel, a activat în învățământul superior timp de 15 ani la Facultatea de Agronomie din București: preparator (1942–1943), asistent suplinitor (1943–1946), asistent provizoriu (1946–1948), șef de lucrări (1948–1949), conferențiar (1949–1952) și profesor (1952–1957). A murit la 24 octombrie 1994, în București, după o carieră de peste patru decenii dedicată științei agricole.

## Activitate științifică
Nichifor Ceapoiu a avut un impact semnificativ în genetica aplicată și ameliorarea plantelor, contribuind la progresul agriculturii românești. A fost un lider de echipă, colaborând cu cercetători valoroși, dar contribuțiile sale personale au fost esențiale pentru avansarea domeniului.

### Ameliorarea cânepii
Ceapoiu a continuat cercetările lui Nicolae Săulescu asupra cânepii, o plantă textilă importantă pentru economia României (67.000 ha cultivate în 1952). A realizat studii anatomice, a analizat raportul între sexe și dimorfismul sexual, și a dezvoltat hibrizi sexuați. În 1958, a publicat monografia „Cânepa – studiu monografic” (651 pagini), considerată cea mai completă lucrare despre cânepă la nivel mondial la acea dată, cu o bibliografie de 476 de lucrări internaționale. Printre contribuțiile sale se numără soiul „Carmagnola” (1940, cu N. Săulescu și M. Ioniță) și lucrări precum „Raportul între sexe și dimorfismul sexual la cânepă” (1940) și „Linii de cânepă create la Stațiunea experimentală Lovrin” (1970).

### Ameliorarea grâului
Ceapoiu a coordonat cercetări ample pentru ameliorarea grâului, contribuind la crearea de soiuri cu productivitate ridicată (până la 8000–9000 kg/ha), precum „Dacia”, „Iulia Ceres” și „Lovin 13” (1965). A inițiat hibridări interspecifice și intergenerice (Aegilops, Secale, Agropyron, Triticum) și a susținut introducerea plantei Triticale în România, obținând noi forme la Suceava și Fundulea. A publicat monografia „Grâul” (500 pagini), coordonând un colectiv de specialiști (Gh. Bâlteanu, C. Hera, N. N. Săulescu, Floare Negulescu, Al. Bărbulescu).

### Genetica aplicată
În 1969, împreună cu N. Giosan, a fondat revista „Probleme de genetică teoretică și aplicată”, care a devenit un punct de referință pentru amelioratori și geneticieni. A publicat lucrări fundamentale precum „Genetica și evoluția populațiilor biologice” (1976), „Citogenetica aplicată în ameliorarea grâului” (1972) și „Genetica și ameliorarea rezistenței la boli a plantelor” (1983), care au îmbogățit bibliografia românească în genetică.

### Metode statistice
Influențat de școala de statistică a lui N. Săulescu, Ceapoiu a publicat lucrări precum „Metode statistice aplicate în experiențele agricole și biologice” (1968, 550 pagini), un reper pentru cercetarea agricolă. A contribuit la organizarea și tehnica procesului de ameliorare, oferind soluții practice pentru producții mai bune.

### Activitate didactică
Ca profesor la Facultatea de Agronomie din București, Ceapoiu a publicat „Curs de selecția plantelor agricole” (1954, 1956) și, împreună cu A. S. Potlog, „Tratat de ameliorare a plantelor agricole” (1960, 900 pagini), lucrări de referință pentru studenți și cercetători. A fost apreciat pentru claritatea explicațiilor și dedicarea sa.

### Activitate internațională
Ceapoiu a participat la 18 congrese internaționale și a fost membru al Societății Europene pentru Cercetări în Domeniul Aneuploidiei (Cambridge, 1967), Societății Internaționale de Biometrie (Washington D.C., 1968) și al Consiliului Științific pentru Resurse Vegetale (Leningrad, 1967–1972).

## Lucrări publicate
- „Contribuții la harta cânepii”, Analele ICAR, vol. XV, 1943.
- „Raportul între sexe și dimorfismul sexual la cânepă”, 1940.
- „Experiențe cu gunoi de grajd la cânepa de fibre” (cu N. Săulescu), 1946.
- „Curs de selecția plantelor agricole”, Partea I și II, 1954–1956.
- „Principiile educării hibrizilor sexuați la cânepă”, Probleme Agricole, nr. 5, 1955.
- „Soiul de cânepă ICAR 42-118”, Analele ICAR, Seria nouă, nr. 3, vol. XXII, 1955.
- „Considerații generale asupra ecologiei plantelor agricole”, Probleme Agricole, nr. 8, 1955.
- „Comportarea hibrizilor sexuați de cânepă din generația a II-a (F2) pe diferite agrofonduri”, Lucrări Științifice IANB, Editura Agro-Silvică, București, 1959.
- „Cânepa – Studiu monografic”, Editura Academiei RPR, 1958.
- „Ameliorarea plantelor agricole – Tratat” (cu A. S. Potlog), Editura Agro-Silvică, 1960.
- „Soiul de cânepă 151”, Analele ICCPT Fundulea, vol. XXXII, seria C, 1964.
- „Soiuri noi de grâu de toamnă”, Analele ICCPT Fundulea, vol. XXXII, 1965.
- „Probleme actuale ale citogeneticii contemporane”, Referate de genetică CD.A, București, vol. VIII, 1968.
- „Metode statistice aplicate în experiențele agricole și biologice”, Editura Agro-Silvică, vol. III, nr. 4, 1971.
- „Citogenetica aplicată și ameliorarea grâului”, Editura Academiei RPR, 1972.
- „Rezultate și orientări noi în ameliorarea grâului în R.S. România”, Editura Academiei RPR, 1975.
- „Ereditatea conținutului și calității proteinelor la grâu”, Probleme de genetică teoretică și aplicată, vol. VIII, nr. 3, 1975.
- „Genetica și evoluția populațiilor biologice”, Editura Academiei RPR, 1976.
- „Stadiul actual al cercetărilor științifice în domeniul geneticii, ameliorării și producerii de sămânță la plantele agricole în R.S. România”, Probleme de genetică teoretică și aplicată, vol. VIII, nr. 2, 1976.
- „Soiuri și hibrizi noi de plante creați în R.S. România”, Probleme de genetică teoretică și aplicată, vol. VIII, nr. 2, 1976.
- „Evoluția speciilor” (tratat), Editura Academiei RPR, 1980.
- „Gena – structura și funcțiile ei. Studiu monografic”, Editura Academiei RPR, București, 1981.
- „Genetica și ameliorarea rezistenței la boli a plantelor agricole”, Editura Academiei RPR, 1982.
- „Evoluția biologică – microevoluția și macroevoluția” (tratat), Editura Academiei Române, București, 1988.
- „Coesiunea genetică – factor de supraviețuire a poporului român”, 1993.

## Distincții
- Doctor docent în științe (1955).
- Membru corespondent al Academiei Române (1963), membru titular (1974).<ref name=academia>
- Membru titular al Academiei de Științe Agricole și Silvice (1969).
- Doctor honoris causa al Universității Agronomice din Cluj-Napoca (1992).
- Premiul de Stat al RPR (1952, 1953).
- Medalia Muncii (1954).
- Ordinul Muncii, clasa a III-a (1963).
- Medalia „În cinstea colectivizării agriculturii” (1962).
- Ordinul „Meritul Științific”, clasa I (1971), clasa a II-a (1974).
- Medalia „25 de ani de la proclamarea Republicii” (1972).
- Medalia „30 de ani de la eliberarea României de sub dominația fascistă” (1974).[2]